# Rivers, Novi Meksiko
Rivers je popisom određeno mjesto u okrugu Catronu u američkoj saveznoj državi Novom Meksiku. Prema popisu stanovništva SAD 2010. ovdje je živjelo 28 stanovnika. 

## Zemljopis
Nalazi se na 33°40′33″N 108°46′37″W / 33.6757210°N 108.7768491°W 
Prema Uredu SAD-a za popis stanovništva, zauzima 5,81 km2 površine, od čega 5,80 suhozemne.
Nalazi se na ušću rijeke Tularose u rijeku San Francisco.

## Stanovništvo
Prema podatcima popisa 2010. ovdje je bilo 28 stanovnika, 15 kućanstava od čega 10 obiteljskih, a stanovništvo po rasi bili su 92,9% bijelci, 0,0% "crnci ili afroamerikanci", 0,0% "američki Indijanci i aljaskanski domorodci", 0,0% Azijci, 0,0% "domorodački Havajci i ostali tihooceanski otočani", 7,1% ostalih rasa, 0,0% dviju ili više rasa. Hispanoamerikanaca i Latinoamerikanaca svih rasa bilo je 28,6%.